# Nuestra Madre Loreto
Nuestra Madre de Loreto es un barco pesquero conocido porque salvó 12 náufragos abandonados por las patrulleras líbias el 22 de noviembre de 2018.
En el episodio de 2018, durante diez días la única ayuda recibida por Nuestra Madre Loreto fue el barco de salvamento Open Arms, que ayudó y prestar ayuda médica el viernes 30 de diciembre. Uno de los refugiados tuvo que ser trasladado en helicóptero al sufrir una fuerte deshidratación. Durante diez días el barco estuvo esperando respuesta de los gobiernos occidentales sobre a qué puerto podía dejar los refugiados mientras navegaba entre Libia, Túnez, Malta e Italia. No quiso dejar los náufragos en Libia al considerar que no era un puerto seguro. La capacidad del barco es de 13 personas y durante estos días superaron los 20. El capitán del barco, Pascual Durá, en medio de un temporal de viento y lluvia, reclamó una respuesta urgente a los gobiernos europeos el 1 de diciembre de 2018 porque solo tenían provisiones y combustible por tres días. Finalmente se los permitió dejar en Malta los refugiados el 2 de diciembre de 2018.
La familia Durá ha rescatado casi un centenar de náufragos a alta mar en sus dos barcos entre 2006 y 2018. El 2006 subieron al barco Francisco y Catalina a 51 náufragos, entre ellos una mujer embarazada y una niña de dos años, en Malta. En aquella ocasión tuvieron que esperar una semana al barco mientras países europeos negociaban una solución.
El día 4 de enero la tripulación del pesquero fue reconocida en el ayuntamiento y distinguida con la insignia de plata de la villa de Santa Pola y un diploma honorífico en el que se les reconoce la labor realizada durante la odisea vivida durante 10 días con 12 migrantes a bordo a la vez que se pedía por parte del ayuntamiento la alta distinción de la Generalidad Valenciana para estos marineros.
En 2010 recibieron de manos de la Reina Sofía junto con tres embarcaciones más incluida el Francisco y Catalina perteneciente al mismo armador la Cruz de Plata de la solidaridad, la cual en nombre de la embarcación recogió el actual patrón del Nuestra Madre Loreto Pascual Durá por realizar en 2007 dos rescates en los meses de junio y noviembre.
El 21 de febrero del 2019 la embarcación fue galardonada con el más prestigioso reconocimiento de la provincia de Alicante en el auditorio ADDA de Alicante por el diario INFORMACIÓN de Alicante. Se les otorgó el premio Importante de diciembre de 2018 con la presencia de diversos cargos e instituciones del panorama autonómico como el presidente Ximo Puig, la Vicepresidenta Mónica Oltra y la líder opositora Isabel Bonig y en el que a su vez fueron galardonados la empresa Anis Tenis (Julio) o el oftalmólogo Jorge Alio (Agosto) entre otros en diversos meses del 2018.